# Aigronne
Die Aigronne ist ein Fluss in Frankreich, der in der Region Centre-Val de Loire verläuft. Sie entspringt im nördlichen Gemeindegebiet von Paulnay, passiert im Oberlauf den Regionalen Naturpark Brenne, entwässert generell in westlicher Richtung und mündet nach rund 31 Kilometern im Gemeindegebiet von Le Grand-Pressigny als rechter Nebenfluss in einen Seitenarm der Claise. Auf ihrem Weg durchquert die Aigronne die Départements Indre und Indre-et-Loire.

## Orte am Fluss
(Reihenfolge in Fließrichtung)
- Cléré-du-Bois
- Obterre
- Charnizay
- Le Petit-Pressigny
- Le Grand-Pressigny

## Sehenswürdigkeiten
- Les Palets de Gargantua, Megalithanlage oberhalb des Flusses bei Charnizay – Monument historique[4]